# Briqueterie de Boissières
La briqueterie de Boissières est une ancienne tuilerie-briqueterie située dans la commune de Boissières, dans le département français du Lot, en région Occitanie.
Elle fonctionne de 1847 à 1975.
Une partie des bâtiments de production demeure en place, autour de la cheminée d'usine, principal élément monumental. Le site de l'usine figure à l'Inventaire général du patrimoine culturel.

## Histoire
Une première briqueterie est construite en 1847, par Joseph Saint-Sevez. En 1857, François Sosthène Clabères la reprend, avant de la revendre à Marie-Hector Poujade en 1873, qui lui-même la cède en 1880 à Alban Péberay, tandis que Poujade en devient le directeur. Il la rachète finalement en 1892, avant liquidation. En 1914, elle appartient à Louis Lacaze. En 1927, le potier Raymond Cuniac la rachète avec son oncle Victor Salvat. L'usine est relancée en 1969, avant fermeture définitive en 1975.
Les abords ont été transformés en éco-quartier.